# Qāen
Qaen oder deutsch Ghajen (persisch قائن Ghaen, DMG Qāen; weitere Schreibweisen Qayen oder Ghayen) ist eine Stadt in der iranischen Provinz Süd-Chorasan. Die Stadt ist vor allem wegen ihres Safrans bekannt und wird daher auch als Stadt des Safrans bezeichnet. Das hier produzierte Gewürz zeichnet sich durch das einmalige Aroma und die Intensität seiner Farbe aus. Neben dem Safran produziert die Stadt u. a. auch Perserteppiche.
Die von einer Lehmmauer umgebene Stadt hat eine sehr wechselhafte Geschichte. In ihrer heutigen Form entstand sie im 15. Jahrhundert und unterstand anschließend der Herrschaft unterschiedlicher Stämme und Völker: Im 16. Jahrhundert wurde sie von den Usbeken eingenommen und kam um 1600 unter die Kontrolle Schah Abbas I. Im 18. Jahrhundert fiel die Stadt an die Afghanen.
Zu den Sehenswürdigkeiten der Stadt gehört die Grabstätte Bozorgmehr Qainis, die sich 5 km südlich der Stadt befindet.
Bei dem Ardakul-Erdbeben am 10. Mai 1997 starben 2400 Menschen in der Stadt und ihrer Umgebung.